# Dolichogenidea weaversway
Dolichogenidea weaversway (лат.) — вид мелких паразитоидных наездников рода Dolichogenidea из подсемейства Microgastrinae (Braconidae). Эндемики Коста-Рики (Guanacaste, Area de Conservación Guanacaste, Sector Santa Rosa, Sendero Natural).

## Описание
Мелкие наездники-бракониды: длина тела 2,3 мм; длина переднего крыла 2,63 мм. Основная окраска чёрная, ноги светлее. Членик жгутика усика F15 кубический, его длина 1,1× его ширина; задние 0,5—0,6 тергитов T1 и T2 в основном с сильной скульптурой, обычно продольными полосами, покрывающими всю поверхность (но T2 с небольшой полированной областью в центре); тергит T1 слегка расширяется кзади; T2 сравнительно очень поперечный, но с дугообразным передним краем; ножны яйцеклада немного короче длины метатибии; тегула желтая; мезостернум полностью черный; передние и средние тазики коричневые, задний тазик темно-коричневый до черного; заднее бедро темно-коричневый; задняя голень коричневая на задних 0,5. Этот вид имеет сильную скульптуру (обычно продольные полосы), покрывающую задние 0,5—0,6 тергита T1 и большую часть T2. Однако, в отличие от большинства видов с такой же сильной скульптурой, Т2 имеет гладкую центральную область, а также Т2 очень поперечный с сильно дугообразным передним краем. Благодаря такой уникальной форме и скульптуре Т2, а также цвету заднего бедра, этот вид может быть отделен от всех видов с полностью и сильно скульптурированным Т2, который не является поперечным, а также от всех видов с гладким Т2 и/или широким Т2. Биология: эндопаразитоиды чешуекрылых из семейства Выемчатокрылые моли (Gelechiidae: Telphusa).
Вид был впервые описан в 2025 году канадскими гименоптерологами Jose Fernandez-Triana и Caroline Boudreault (Canadian National Collection of Insects, Arachnids and Nematodes, Оттава, Канада). Видовое название дано в знак признательности продуктовому магазину Weaver’s Way в Маунт-Эйри, Филадельфия, за многолетнее снабжение продуктами соавтором статьи Дэна Янзена и Винни Халлвакс во время работы.